# Ceresium virens
Ceresium virens är en skalbaggsart som beskrevs av Heller 1914. Ceresium virens ingår i släktet Ceresium och familjen långhorningar. Inga underarter finns listade i Catalogue of Life.